# Shoukichi Kina
Kina Shoukichi (喜納昌吉, Kina Shōkichi), nascido em 10 de junho de 1948 em Koza (parte da cidade de Okinawa na atualidade), província de Okinawa - Japão. Músico de rock, criou sua banda Champloose, tendo como grande sucesso seu hit "Haisai Ojisan" em 1972. Sua canção "Subete no Hito no Kokoro ni Hana O, com mais de 30 milhões de cópias vendidas, é a sua mais bem conhecida obra em favor da paz mundial, sendo ele um pacifista ferrenho.